# Erkeln
Erkeln ist eine zur Stadt Brakel gehörende Ortschaft im Kreis Höxter in Nordrhein-Westfalen. Erkeln ist ein eigener Stadtbezirk von Brakel.
Die Ortschaft liegt im ostwestfälischen Bergland südlich eines größeren Bogens des Flusses Nethe. Umliegend um Erkeln befinden sich die Ortschaft Rheder im Westen, die Stadt Brakel im Norden, die Ortschaften Beller und Hembsen im Nordosten und der Beverunger Ortsteil Tietelsen auf einem angrenzenden Höhenzug im Süden. Der Ortsteil hat 596 Einwohner (Stand 28. Mai 2024).

## Geschichte
Der Name Erkeln lässt sich bis zur Mitte des 9. Jahrhunderts zurückverfolgen. Nach Angabe der Traditiones Corbeienses hat ein Graf aus dem Nethegau dem Kloster Corvey durch Urkunde vom Jahre 840 die Einkünfte der Curia Ercluon geschenkt.
Erkeln gehörte bis zu den Napoleonischen Kriegen zur Gografschaft Brakel im Hochstift Paderborn. Im Königreich Westphalen bildete Erkeln von 1807 bis 1813 eine Gemeinde im Kanton Brakel des Distrikts Höxter im Departement der Fulda und fiel dann an Preußen. 1816 kam die Gemeinde zum neuen Kreis Brakel und 1832 zum Kreis Höxter, in dem sie zum Amt Brakel gehörte. Am 1. Januar 1970 wurde Erkeln durch das Gesetz zur Neugliederung des Kreises Höxter in die Stadt Brakel eingegliedert.

## Wirtschaft
Mittelständische Metallverarbeitung bietet die meisten Arbeitsplätze in Erkeln.
Die Ortschaft besitzt eine ausgeprägte Landwirtschaft. Darüber hinaus sind einige kleine Handwerksbetriebe sowie zwei Speditionen hier angesiedelt.

## Sehenswürdigkeiten
- Die im Barockstil erbaute Kirche St. Petrus in Ketten stammt aus dem Jahr 1722.
- Das Erkelner Heimatmuseum.
- Die historische Nethebrücke, eine Gewölbebrücke, wurde 1868 erbaut, 1869 durch eine Flut teilweise zerstört und wieder aufgebaut. 1984/85 wurde sie verbreitert und gründlich saniert.

## Vereinsleben
In Erkeln existiert ein sehr reges Vereinsleben. Der TUS Erkeln 1910, der Spielmanns- und Fanfarenzug von 1947 e. V., die Löschgruppe Erkeln der Freiwilligen Feuerwehr der Stadt Brakel, die KLJB, die St.-Petrus-Schützenbruderschaft von 1708 und die Blaskapelle Erkeln können hier aufgeführt werden.